# Steenkerke (Henegouwen)
Steenkerke (Frans: Steenkerque) is een plaats in Henegouwen. Het was tot 1 januari 1977 een zelfstandige gemeente en nu een deelgemeente van 's-Gravenbrakel.

## Ligging en uitzicht
Steenkerke ligt op de steile westrand van de Zennevallei en de kerk is gebouwd op een rotspartij van leisteen. Door het dorp loopt de oude verbindingsweg van Zinnik naar Vlaanderen, die nog goed herkenbaar is in de streek en in het dorp de Rue de Turenne, Place de Steenkerque en Rue du Haut Bosquet volgt. De weg was belangrijk voor de export van steen uit de steengroeves rond Zinnik en Écaussinnes naar het graafschap Vlaanderen (voornamelijk blauwe zandsteen). Sinds de aanleg van de steenweg van Zinnik naar Edingen (vandaag de N56) aan het einde van de 18e eeuw is deze weg echter in onbruik geraakt.
In de buurt van het dorp ligt de samenvloeiing van de Zenne en de Brainette. Aan de Rue d'Enghien is nog een 19e-eeuwse watermolen bewaard, maar de Zennearm waarop die lag is gedempt.
Het dorp is niet ontsnapt aan bepaalde moderniseringen, maar in het geheel genomen is het uitzicht en de structuur niet sterk gewijzigd sinds het einde van de 18e eeuw. De huizen liggen rond de kerk gegroepeerd, en daaromheen lag oorspronkelijk een gordel van tuinen en moestuinen, die deels bewaard is. In een tweede cirkel lagen weilanden en grasland, en ten slotte een gordel van akkerland. De gehuchten rond het dorp zijn ontstaan aan de rand van een sinds lang verdwenen bosgordel omheen het dorp en gaan terug op rooiingen.

## Geschiedenis

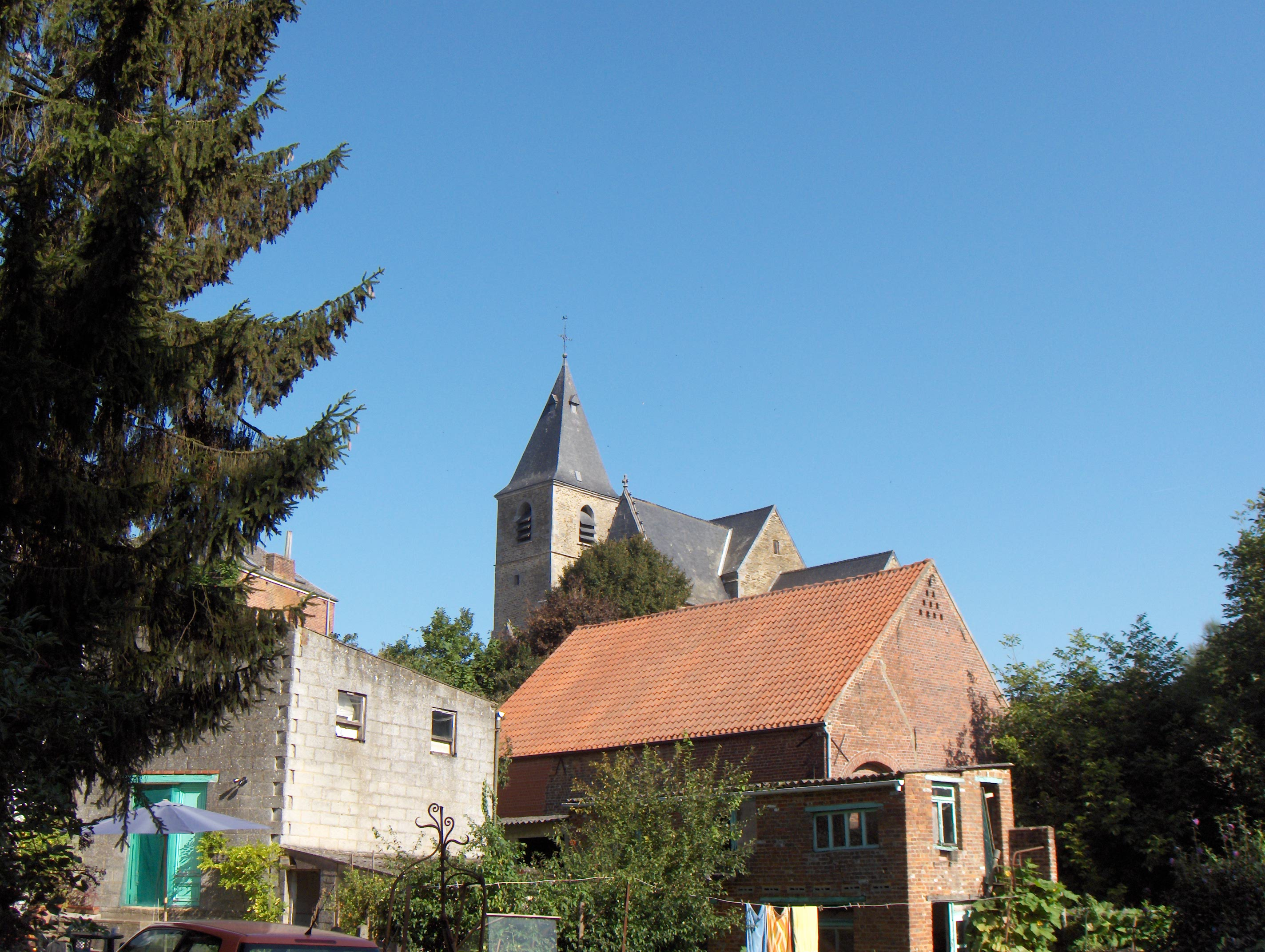
Zicht op de kerk vanaf het Zennedal

Steenkerke ligt enkele kilometers ten oosten van de oude Romeinse heirweg van Bavay naar Asse en op het grondgebied zijn Gallo-Romeinse sporen gevonden. In de vroege middeleeuwen is de bovenloop van de Zenne echter een afgelegen grensgebied tussen de pagus bracbatensis (de latere Brabantgouw) en het graafschap Henegouwen en uit die tijd is vrijwel niets bekend.
Pas in de 11e eeuw komt hierin verandering, wanneer men deze grenszone intensief begint te ontginnen, en van dan af is de continuïteit met het huidige dorp verzekerd. Ook in de 11e eeuw duikt de naam van het dorp voor het eerst in de archieven op, wanneer sprake is over de verschillende heerlijke rechten in het gebied. De landbouwontginning in Steenkerke zal gedurende heel het ancien régime door verschillende heerlijkheden gebeuren. Vanaf de 11e eeuw raakt het dorp definitief opgenomen in het graafschap Henegouwen, onder meer door de activiteit van de abdij van Saint-Denis-en-Broqueroie (bij Bergen), die actief is bij de oprichting van de grensparochies (o.a. ook bij de naburige parochie van Hove).

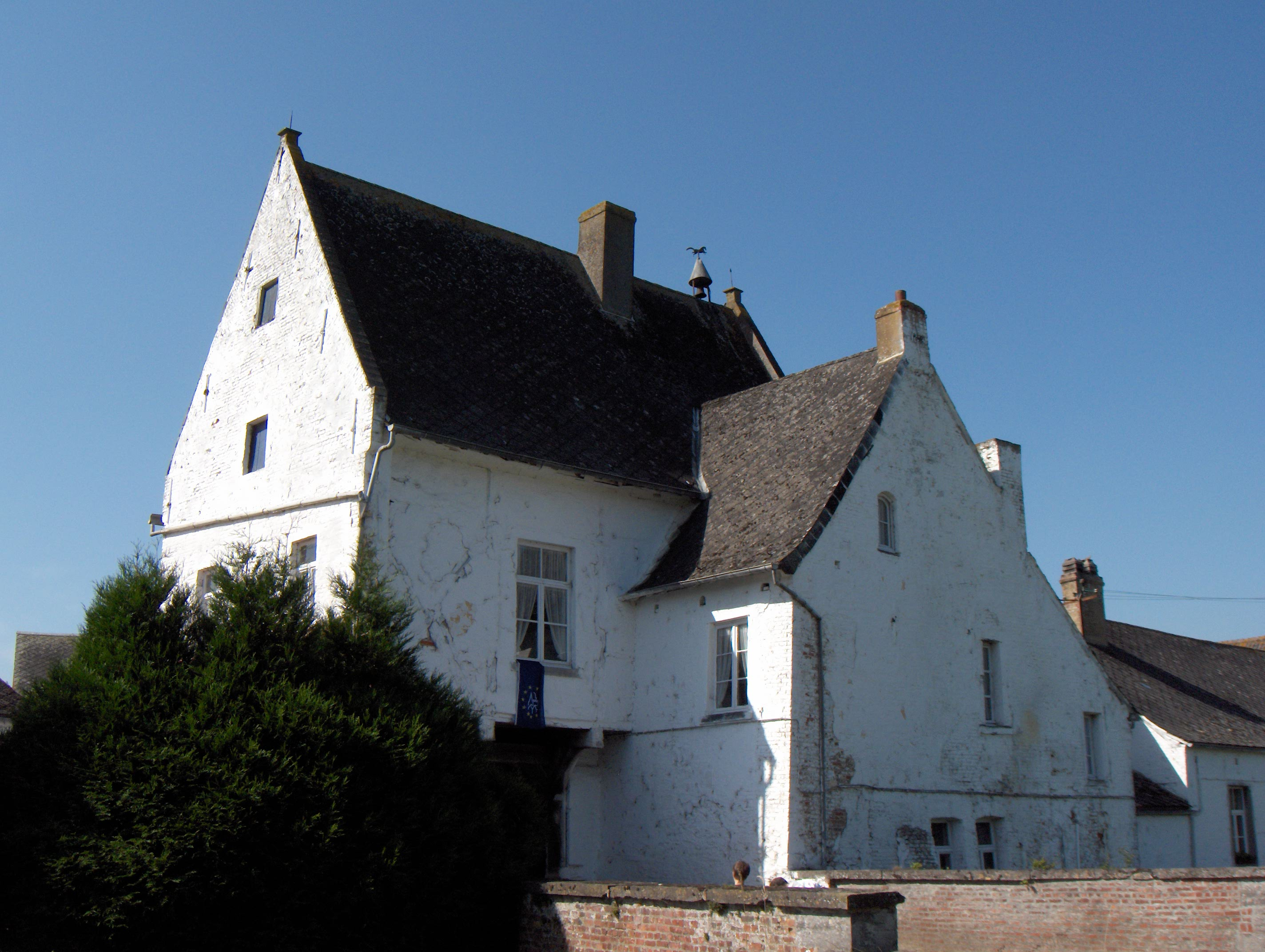
Ferme de l'Hosté, herenverblijf met toegangspoort

De Sint-Martinuskerk van Steenkerke wordt voor het eerst in 1123 vermeld, wanneer de bisschop van Kamerijk het altaar van de kerk overdraagt aan het Sint-Vincentiuskapittel in Zinnik. In de 12e eeuw is ook het koor van de huidige kerk aangelegd of verbouwd.
Het dorp of delen van het dorp zijn in handen geweest van ettelijke adellijke families, waaronder de heren van Kruiningen, maar ook van het kapittel van Zinnik, de benedictinessenabdij van Gellingen en de norbertijnenabdij van Saint-Feuillien-du-Rœulx, de voornaamste grootgrondbezitters van de streek. De adellijke heren ontgonnen de streek vanuit herenboerderijen, waarvan de Ferme de l’Hosté in de Rue de l’Hôtel een goed bewaard voorbeeld is. Hier kan men de diverse delen van een herenboerderij nog goed kan onderscheiden: het hogere gebouw met het verblijf voor de heer en de toegangspoort uit de 16e eeuw, de lagere pachterswoning en ten slotte de nutsgebouwen.
Oorspronkelijk was de akkerbouw de belangrijkste bestaansbron, maar vanaf het einde van de 19e eeuw werd ook veeteelt belangrijk.

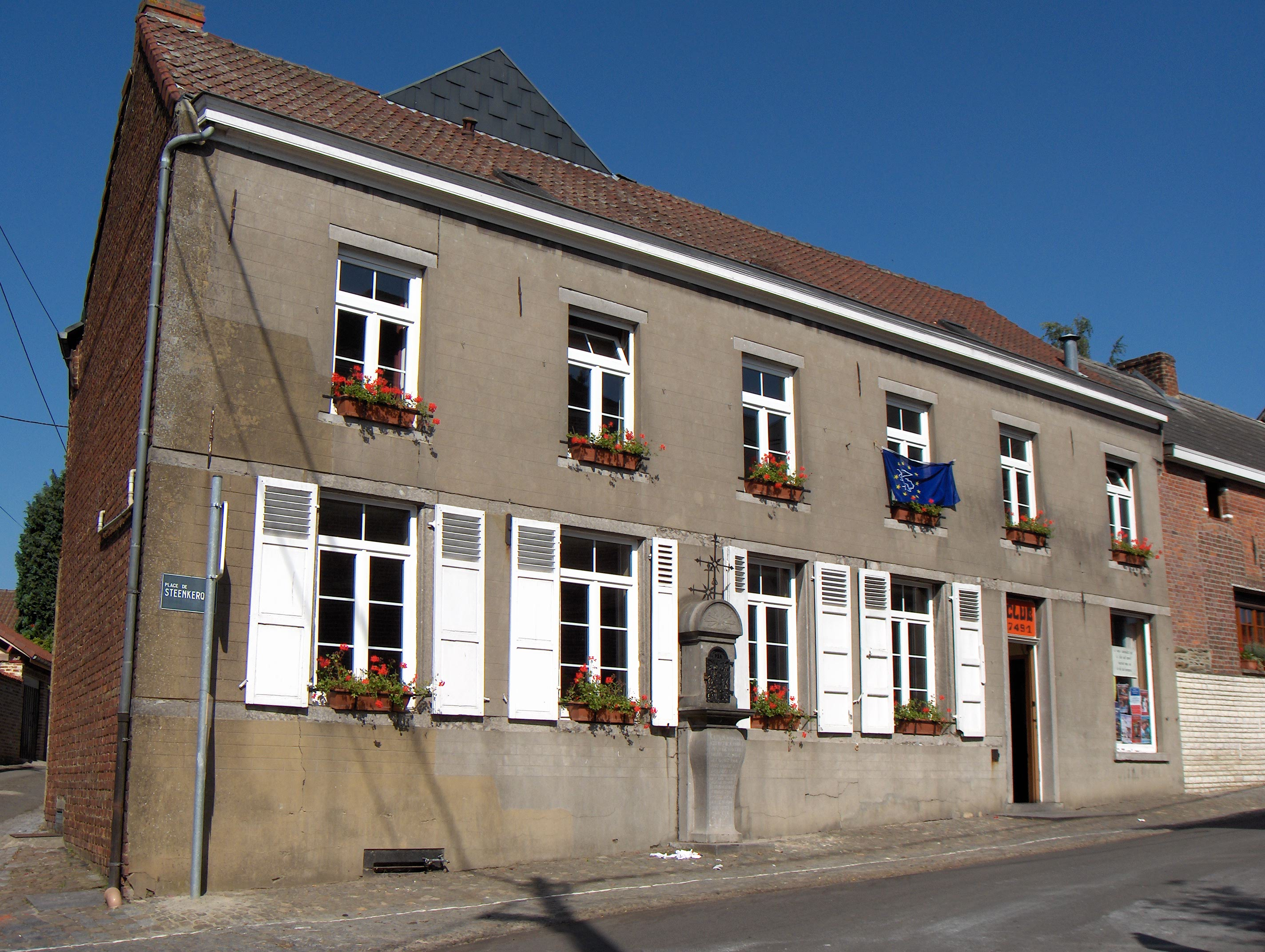
Clubhuis van de vzw 7491 in de voormalige feestzaal van het dorp

Vandaag is er in de dorpskern nog één landbouwer actief, met nog enkele andere boerenbedrijven verspreid om het dorp. Verder heeft het dorp voornamelijk een woonfunctie. Opmerkelijk is het bewonersinitiatief vzw Club 7491, dat tot doel heeft het oorspronkelijke karakter van het dorp te bewaren en op te waarderen.

### Slag bij Steenkerke
De Slag bij Steenkerke betrof een veldslag die in 1692 tijdens de Negenjarige Oorlog tussen de Franse koning Lodewijk XIV en de Hollandse stadhouder Willem III met zijn bondgenoten bij Steenkerke werd uitgevochten.

## Herkomst van de naam
De Nederlandse klankstructuur van de naam (ook in het Franse Steenkerque) is opmerkelijk, aangezien het dorp volledig Franstalig is, en dat minstens sinds verscheidene eeuwen. Wel ligt Steenkerke aan de rand van een brede zone in het noorden van Henegouwen en het zuiden van Oost-Vlaanderen waar zowel Germaanse als Romaanse toponiemen voorkomen en de taalgrens in de loop der tijd een paar maal noord- en zuidwaarts geschoven is.
In de oudste bronnen in de 11e eeuw is de vorm Stancirca geattesteerd. Er zijn verschillende spellingen door de eeuwen heen te vinden, die soms wijzen op Romaanse klankontwikkelingen, zoals Estainquerque of Étainquerque, of Steenkercke zoals de plaats op de Ferrariskaart (1771-1778) aangeduid werd. De huidige officiële spelling (ook in het Frans) draagt een sterk Germaanse stempel. De plaatselijke Franse uitspraak van de bewoners is Stainkerque, met nasale klinker.
Er wordt soms een Romaanse etymologie geopperd, waarbij het eerste deel zou teruggaan op estanque, wat zou wijzen op een dam of stuw op de nabij gelegen Zenne. Deze etymologie laat echter het tweede deel van de naam (-kerque) onverklaard.

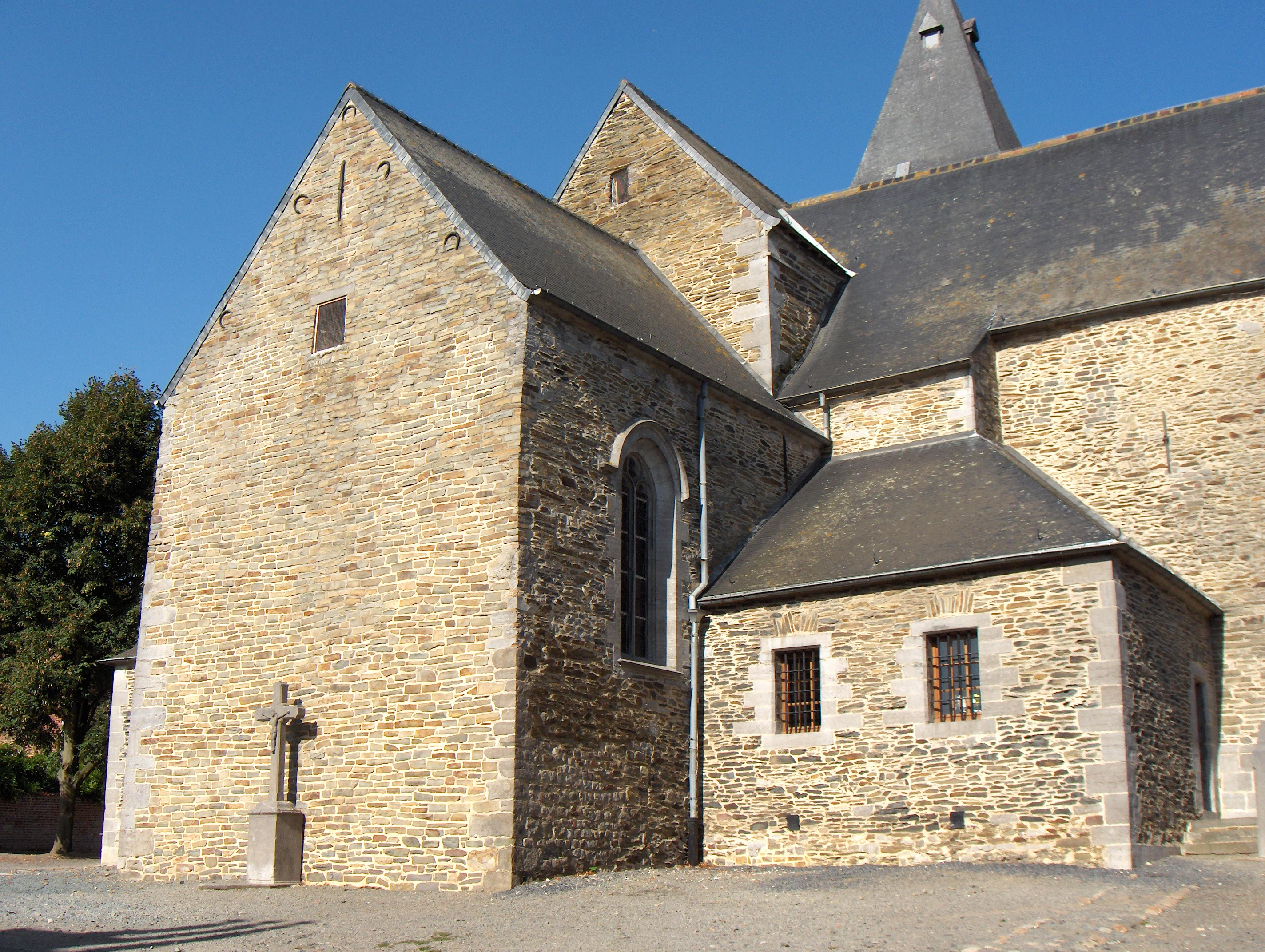
Sint-Martinuskerk van Steenkerke, aan de voet van het 12e-eeuws koor sporen van een ouder torengebouw

Een Germaanse etymologie stemt echter beter overeen met de geschiedenis van het dorp en de dorpskerk. Hoewel er meer westwaarts Gallo-Romeinse sporen gevonden zijn, is het huidige dorp pas vanaf de 11e eeuw tot ontwikkeling gekomen, in de periode van de grote middeleeuwse ontginningen, waarbij veel nieuw land in cultuur genomen werd. Plaatsen met een toponiem op -kerk(e) zijn doorgaans in die periode bij nieuwe ontginningen ontstaan. Bij de restauratie en het archeologisch onderzoek van de dorpskerk is verder gebleken dat het koor wellicht teruggaat op een versterkte toren. Dergelijke stenen bouwwerken werden in het Middelnederlands met "steen" aangeduid, wat het eerste deel van de naam zou kunnen verklaren.

## Bezienswaardigheden
- De Sint-Martinuskerk (Église Saint-Martin) is op een schistrots boven de Zenne gelegen. Hij is gebouwd uit lokaal gewonnen schist en zandsteen. Het koor kan nog 12e-eeuws zijn. De overige delen van het bouwwerk, in gotische stijl, zijn van de 16e tot midden 17e eeuw.
- De Onze-Lieve-Vrouwekapel, in kalksteen, van 1757.
- De Onze-Lieve-Vrouw van Hallekapel (Chapelle Notre-Dame de Hal) is een kalkstenen kapel van 1764, uitgevoerd in kalksteen.
- De Onze-Lieve-Vrouw van Toevluchtkapel (Chapelle Notre-Dame du Refuge) werd in 1645 gebouwd
- De Moulin du Pont-Tordoir is een watermolen op de Zenne.
- De Moulin du Village is een watermolen op de Zenne.

## Natuur en landschap
Steenkerque ligt aan de Zenne op een hoogte van 64 meter aan de kerk. De Zenne ligt op 54 meter hoogte.

## Demografische ontwikkeling
Aan het eind van het ancien régime was Steenkerke een relatief groot landbouwdorp. Het kende een kleine groei in de eerste helft van de 19e eeuw, maar daarna nam de bevolking gestaag af omdat een groot deel uitweek naar de steden en industriecentra, een tendens die zich ook na de Tweede Wereldoorlog verderzette.
- Bronnen:NIS, Opm:1831 tot en met 1970=volkstellingen, 1976= inwoneraantal op 31 december

## Nabijgelegen kernen
Horrues, Hoves, Rebecq
Deelgemeenten: 's-Gravenbrakel · Hennuyères · Henripont · Petit-Rœulx-lez-Braine · Ronquières · Steenkerke

Belgische gemeenten · Arrondissement Zinnik · Henegouwen · Wallonië